# Шалфей поникающий
Шалфе́й поника́ющий (лат. Sālvia nūtans) — вид цветковых растений рода Шалфей (Salvia) семейства Яснотковые (Lamiaceae).

## Ботаническое описание

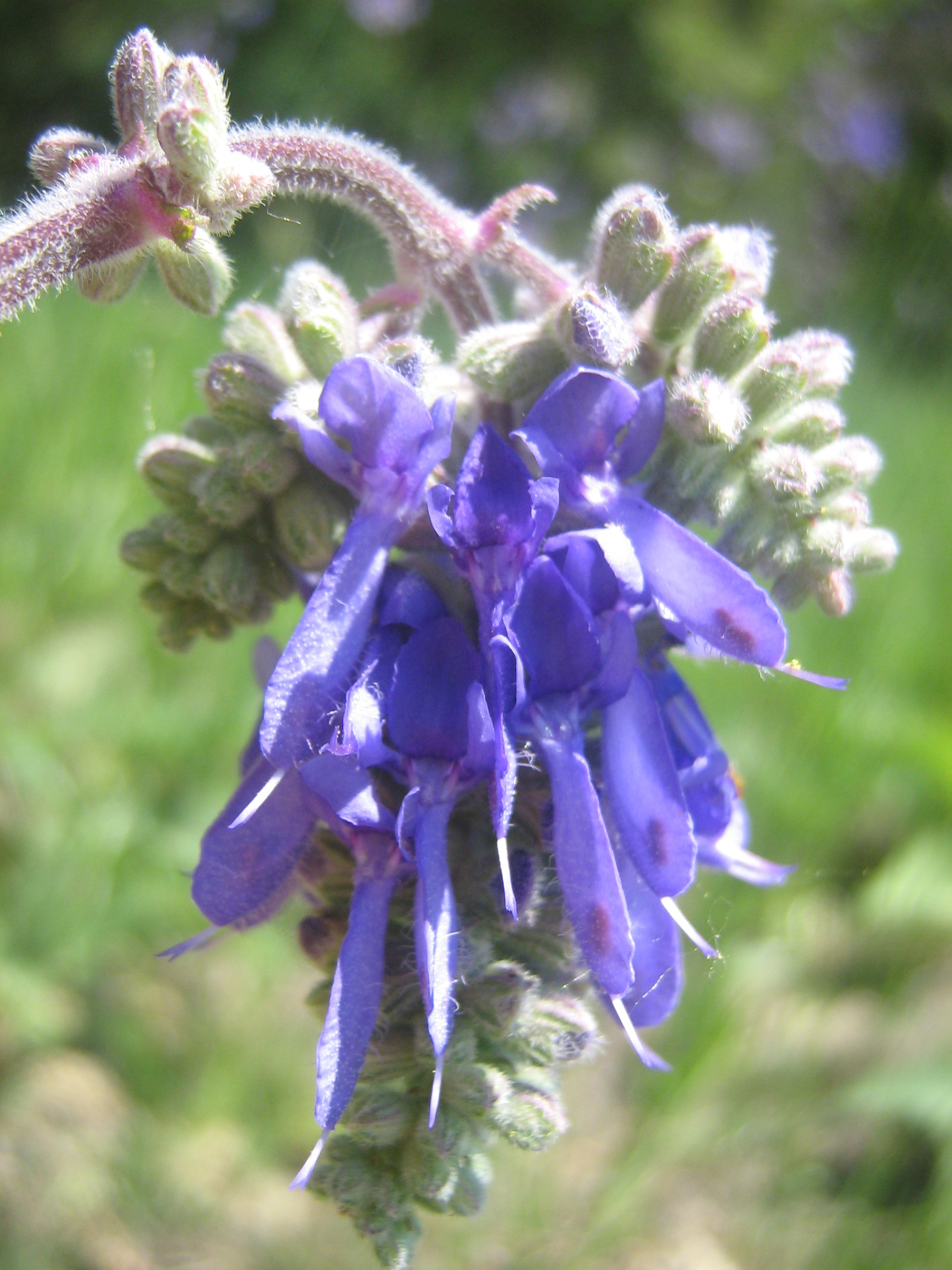
Соцветие крупным планом

Травянистое растение высотой 40—45 см. Стебли безлистные, опушённые, со вторичным утолщением. На стебле как железистые, так и кроющие трихомы. В первичной коре имеется колленхима. Стела — эустела, представлена многочисленными открытыми коллатеральными проводящими пучками, расположенными в одно кольцо и погружёнными в слегка лигнифицированную ткань. Листья прикорневые, длиной 6—7 см и шириной 2,5 см, яйцевидно-сердцевидные, с дважды городчатым краем, сверху голые, снизу коротко и густо опушённые. Устьица располагаются на обеих сторонах листовой пластинки. Черешки опушённые, длиной 7,5 см, расширенные у основания. Имеется одна пара стеблевых листьев.
Корень подвергается вторичному утолщению, ризодерма слущивается и закладывается перидерма.
Соцветия короткие, длиной 6,5 см, с тремя парами ветвей, на поникающих концах которых расположены 4—6-цветковые ложные мутовки. Чашечка 4—5 мм длиной, опушённая. Венчик двугубый, 10—13 см длиной, яркого сине-фиолетового цвета, в три раза длиннее чашечки, трубка скрыта в чашечке; верхняя губа отогнутая назад, боковые лопасти нижней губы эллиптические, тупые, средняя почти округлая, вдвое длиннее боковых. Прицветники короткие. Тычинки немного выставляются из венчика, задние тычинки в виде стаминодиев. Столбик торчит из венчика.
Плоды — эллиптические орешки 2 мм длиной.
Хромосомный набор 2n = 22.

## Распространение и местообитание
Обитает в Европейской части России и на Кавказе. Произрастает в степях, на суходольных лугах и меловых обнажениях, по лесным опушкам, реже на сорных местах.

## Применение
Может выращиваться как декоративное садовое растение, подходит для каменистых садиков. Может использоваться для срезки. Растение обладает лекарственными (в частности, отхаркивающими) свойствами.

## Охрана
Вид занесён в Красную книгу Брянской области, Республики Калмыкия, Орловской области, Пензенской области, Ставропольского края, Республики Татарстан, Ульяновской области, а также в Красные книги ряда областей Украины: Житомирской, Львовской, Харьковской.

## Синонимика
- Salvia acutifolia Lam.
- Salvia betonicifolia Etl.
- Salvia cernua Czern. ex Des.-Shost.
- Salvia cremenecensis Besser
- Salvia grandiflora Hornem., nom. illeg.
- Salvia hastata Etl.
- Salvia nutans subsp. ruthenica (Weinm.) Nyman
- Salvia pendula Besser
- Salvia pendula var. betonicifolia (Etl.) Nyman
- Salvia pilosa Cav.
- Salvia praemontana Klokov
- Salvia pseudopendula Schur
- Salvia ruthenica Weinm.
- Sclarea nutans (L.) Soják[7]